# Valentini (tribù)
I Valentini furono un'antica tribù della Sardegna descritta da Tolomeo (III, 3). Abitarono a sud degli Scapitani e dei Siculensi e a nord dei Solcitani e dei Noritani. Il loro capoluogo fu Valentia (l'odierna Nuragus).